# 에밀리 스케그스
에밀리 스케그스(영어: Emily Skeggs, 1990년 7월 10일 ~ )는 미국의 배우, 가수이다.

## 출연 작품
- 디너 인 아메리카 (2020)